# Daut-pašův hamam

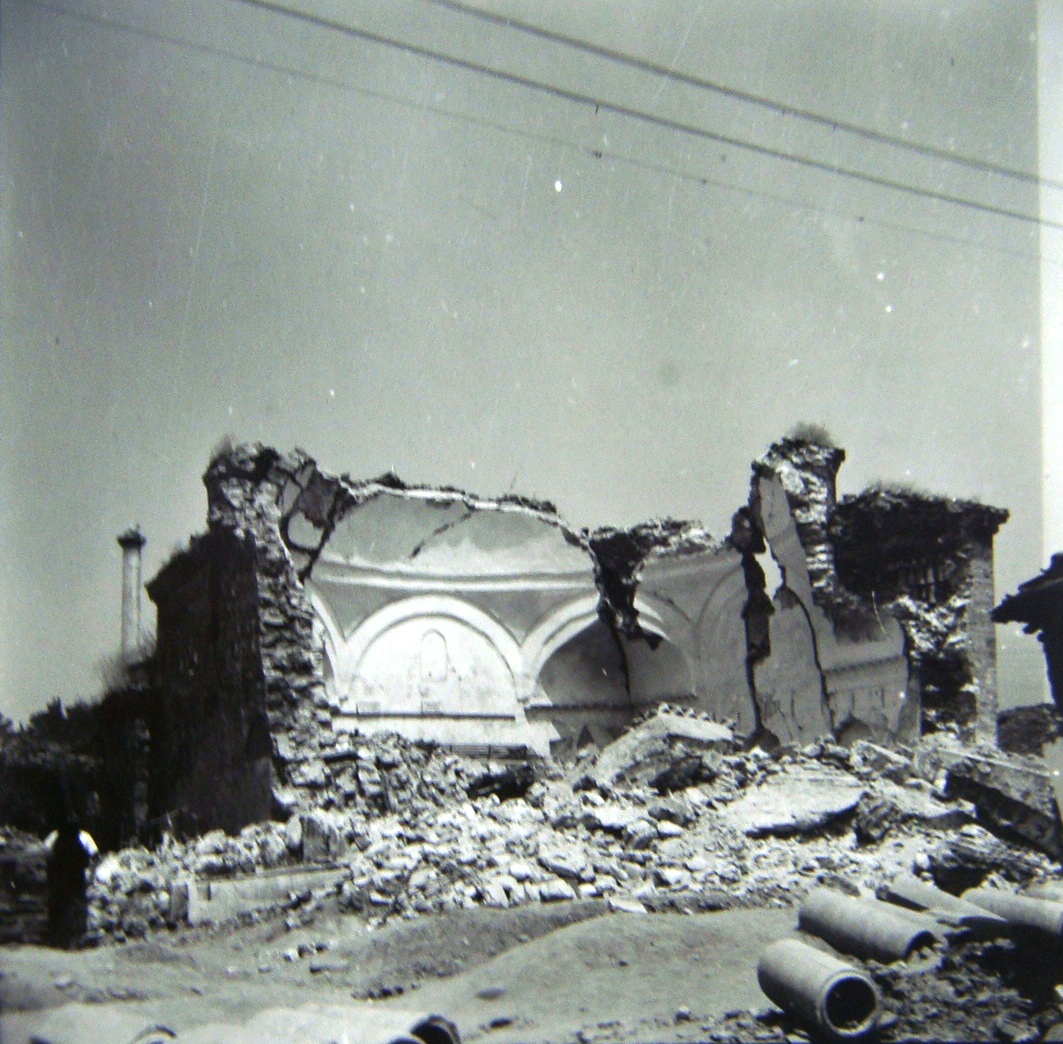
Lázně poničené po zemětřesení v roce 1963.

Daut-pašův hamam (makedonsky Даут-пашин амам, albánsky Haminin e Daut pashës, turecky Davut Paşa Hamamı) jsou lázně (hamam), které se nacházejí v historickém centru severomakedonské metropole, Skopje. Patří k nejvýznamnějším stavbám svého typu na území západního Balkánu a bývalé Jugoslávie.[zdroj?]
Lázně byly zbudovány v roce 1484. Tvořily je dvě části; jedna byla určená ženám a druhá mužům. Lázně byly dále rozděleny na prostor pro svlékání, pocení, koupání a odpočinek. Nechal je zbudovat turecký vojevůdce Daut-paša, jeden z vezírů sultána Mehmeda II. a velký vezír za vlády sultána Bajezida II.
Zvenku lázně vynikají svojí jednoduchostí. Střechu tvoří několik různě velkých kupolí, které odpovídají významu vnitřních prostor. Materiál, který byl na stavbu použit, byl kámen kombinovaný s cihlami. Horní část interiéru lázní byla omítnutá a dekorativně vyzdobena islámskými motivy. Kopulí má objekt 13 a místností 15.
Lázně byly poničeny během požáru v roce 1689. Poté zůstaly opuštěny a postupně chátraly. První obnova stavby byla realizována v 30. letech 20. století. Po druhé světové válce byly jako kulturní památka opraveny a od roku 1949 sloužily jako národní umělecká galerie. Nacházela se zde stálá výstava středověkých ikon, fresek a modelů kostelů, které vznikly v době před příchodem Turků. Těžce byla stavba poškozena v roce 1963 během rozsáhlého zemětřesení. Následně byly opětovně obnoveny a předány do užívání opět jako galerie.